# Larinopoda hermansi
Larinopoda hermansi är en fjärilsart som beskrevs av Aurivillius 1896. Larinopoda hermansi ingår i släktet Larinopoda och familjen juvelvingar. Inga underarter finns listade i Catalogue of Life.